# Woldemar Götz
Woldemar Götz (1930-1996) foi um astrônomo alemão.

## Carreira
Götz tentou estudar física depois de terminar o colegial, mas não foi aceito. Em 1949 ele veio para o Observatório Sonneberg, onde inicialmente trabalhou como um computador avaliando dados estelares variáveis.
A partir de 1952, junto com Wolfgang Wenzel e Gerold Richter, ele realizou pesquisas independentes sobre espectros estelares de estrelas variáveis por décadas. Paralelamente, estudou engenharia de precisão à distância e concluiu esta formação em 1960. Em 1980 ele recebeu seu PhD sobre o comportamento de jovens estrelas variáveis. Em 1986, ele finalmente se tornou chefe do Observatório Sonneberg.
Ele sentiu que a avaliação do Observatório Sonneberg pelo Conselho de Ciência era uma forma inadequada de decisão e, no dia da visita do painel, ele enviou todos os funcionários em licença forçada. O painel de especialistas liderado por Gerhard Haerendel não entendeu esse protesto, de modo que o observatório vazio teve um efeito desastroso não intencional: o Conselho Científico recomendou o fechamento do observatório. Com a intervenção de Woldemar Götz, a decisão de fechar o observatório em 1991 foi adiada por mais três anos.